# Peter Fuchs (Journalist)
Peter Fuchs  (* 1. April 1921 in Köln; † 1. März 2003 ebenda) war ein deutscher Journalist und Autor, der sich ausschließlich den Themen seiner Vaterstadt Köln widmete. Sein schriftstellerisches Werk umfasst über 30 Bücher. Von ihm stammt die zweibändige „Chronik zur Geschichte der Stadt Köln“. 

## Leben
Nach Kriegsdienst und Gefangenschaft war Fuchs 1946 in die Redaktion der Rheinischen Zeitung eingetreten, die 1951 von der NRZ (Neue Rhein Zeitung) übernommen wurde. Von 1957 bis 1966 leitete er die Kölner Redaktion der NRZ, um dann als Pressechef das Nachrichtenamt der Stadt Köln zu übernehmen, welches er bis zu seiner Pensionierung 1981 leitete. 
In dieser Zeit und danach entstanden zahlreiche weitere Köln-Bücher, u. a. der Bildband „Köln – damals, gestern, heute“ und „Das Rathaus zu Köln“. 
Zum 125-jährigen Bestehen des Festkomitees Kölner Karneval 1997 erschien der von Peter Fuchs, Max-Leo Schwering und Klaus Zöller verfasste Jubiläumsband „Kölner Karneval“. Die Kölner Oberbürgermeister der Nachkriegszeit, Theo Burauen und John van Nes Ziegler, würdigte Fuchs in Biographien.
Fuchs wurde für seine kulturellen Verdienste mit dem Rheinlandtaler des Landschaftsverbandes Rheinland ausgezeichnet. Er war Träger des Bundesverdienstkreuzes am Bande und erhielt einen sogenannten „Ehreneintrag“ im Goldenen Buch der Stadt Köln. 1992 erhielt er den KölnLiteraturPreis.
Durch den Einsturz des Kölner Stadtarchivs beim U-Bahnbau 2008 ist die von Fuchs der Stadt nach seinem Tod übereignete umfangreiche Privatsammlung Kölner Dokumente zum Teil verlorengegangen.
Peter Fuchs verstarb einen Monat vor seinem 82. Geburtstag.